# Некаргау
Некаргау (на немски: Neckargau; на латински: Nechragawe in Alamannia) в Алемания в Херцогство Швабия е средновековно франкско гауграфство на река Некар в днешен Баден-Вюртемберг, Германия.
Главните селища в Некаргау в Алемания са Еслинген ам Некар и Кирххайм унтер Тек. На североизток се намира Мургау, на изток са Pagus Ramesdal (Ремстал) и Филсгау, на юг Pagus Swiggertal (Ермстал), на запад и северозапад Глемсгау и Енцгау.

## Графове в Некаргау
От ок. 650 до 746 г. територията на Некаргау е владение на род Плеонунген.
През 11 век гауграфството Некаргау получават графовете Вернер, които имат богати собствености в Тургау и в Хесен. Те са графове на Грюнинген и роднини на салическите крале.
След смъртта на граф Вернер II фон Грюнинген-Некаргау († 1053) до ок. 1072 г. Еберхард VI фон Неленбург, граф в Цюрихгау, поема управлението на Некаргау, като опекун на граф Вернер III († 1065) и граф Вернер IV. След това до 1121 г. графството е в ръцете на граф Вернер IV фон Грюнинген († 1121). След това владетели вероятно са Хоенщауфените.